# امباراراتاب
امباراراتاب (به لاتین: Ambararatabe) یک سکونتگاه مسکونی در ماداگاسکار است که در بونگولاوا واقع شده‌است.

## خصوصیات
امباراراتاب ۱۰٬۰۰۰ نفر جمعیت دارد.